# Detektiv Conan – Der Killer in ihren Augen
Detektiv Conan – Der Killer in ihren Augen (japanisch 名探偵コナン 瞳の中の暗殺者, Meitantei Conan: Hitomi no naka no ansatsusha) ist der vierte Kinofilm zur Manga- und Animeserie Detektiv Conan aus dem Jahr 2000.

## Handlung
Der Film beginnt mit einer Rückblende in die Zeit vor der Handlung des Animes, also vor der Schrumpfung des Protagonisten Shinichi Kudo in den Körper des Grundschülers Conan Edogawa. Shinichi ist mit seiner Freundin Ran Mori in einem fiktiven Vergnügungspark, dem Tropical Land in Tokio. Bei diesem Besuch laufen die beiden zu einem großen Platz im Park, in dessen Mitte Shinichi beginnt, von 10 herunterzuzählen. Bei null angekommen beginnen Fontänen aus dem Boden hervorzuschießen, was Ran sehr beeindruckt.
Nach dieser Rückblende geht der Film weiter mit einem Telefonat zwischen Shinichi und Ran, natürlich mit verstellter Stimme, denn Ran weiß nichts von Shinichis Schrumpfung. Bei diesem Telefonat bittet Ran Shinichi darum, wieder mit ihr in besagtes Tropical Land zu gehen. Freunde von Shinichis Alter Ego Conan, Ayumi, Genta und Mitsuhiko, die zusammen die „Detective Boys“ bilden, laufen an der Telefonzelle vorbei, aus der Conan telefoniert. Um sich ihnen anzuschließen, beendet Conan das Telefonat unter dem Hinweis, dass er noch einen schwierigen Fall zu lösen habe.
Die vier Kinder laufen an der Straße entlang, als sie beobachten, wie ein Polizist in einer Telefonzelle auf der anderen Straßenseite von einem Unbekannten angeschossen wird. Conan will dorthin eilen, aber der Verkehr erlaubt es ihm nicht, die Straße schnell genug zu überqueren. Der Täter kann entkommen und der Polizist verstirbt. Letzterer greift sich allerdings in einem letzten Kraftakt an die linke Brusttasche, in der sich sein Notizbuch befindet. Die Kinder werden anschließend von der Polizei befragt. Bloß Conan kann sinnvolle Hinweise geben.
Später wird ein weiterer Polizist tot in einer Tiefgarage gefunden. Der Detektiv Kogoro Mori, der zugleich der Vater von Ran ist und in dessen Detektei Conan seit seiner Schrumpfung lebt, will sich bei Megure, einem Kommissar bei der Tokioter Kriminalpolizei, zu dem Kogoro ein gutes Verhältnis pflegt, über den Vorfall erkundigen. Er wird von diesem aber ungewöhnlich scharf abgewiesen.
Als Nächstes sind die Moris (inklusive Rans Mutter Eri Kisaki), Conan und Rans Freundin Sonoko Suzuki zur Hochzeit der Schwester des Kommissars Shiratori eingeladen. Unter den vielen Gästen befinden sich neben den vielen Polizisten auch der Polizeipräsident Tokios Toshiro Odagiri sowie der Hausarzt des Kommissars Shiratori, Kyosuke Kazato. Auch hier weichen die Polizisten auf Kogoro Moris Fragen aus, er bekommt jedoch durch einen kleinen Trick von dem Inspektor Takagi eine Antwort, dass nämlich auch der zweite tote Polizist vor seinem Tod sein Notizbuch umklammerte. Bevor er jedoch weiteres sagen kann, wird er von Shiratori mit dem Satz „Need not to know“ unterbrochen.
Eine der anwesenden Polizistinnen, die Inspektorin Sato, sucht im Verlaufe der Feier die Damentoilette auf, wo sie auf Ran stößt. Die Stromversorgung des Stockwerks wird gekappt und das Licht fällt aus. Ran findet eine eingeschaltete Taschenlampe unter dem Waschbecken. Aus dem Dunkeln wird die Inspektorin mehrfach angeschossen. Ran kann für einen Sekundenbruchteil das Gesicht des Täters erkennen. Nachdem der Täter geflüchtet und das Licht wieder eingeschaltet ist, sitzt Ran verstört in Satos Blutlache und wird kurz darauf ohnmächtig. Die beiden werden kurz darauf gefunden und ins Krankenhaus eingeliefert. Conan findet am Tatort die fallengelassene Taschenlampe sowie die Waffe des Täters.
Alle Gäste werden daraufhin auf Schmauchspuren sowie Waffe und Taschenlampe auf Fingerabdrücke untersucht. Abgesehen von der Tatsache, dass es Ran und nicht Sato war, die die Taschenlampe hielt, findet man nichts Bemerkenswertes.
Im Krankenhaus wird den Polizisten unter Begleitung von Conan, Eri Kisaki und Ran Mori der kritische Zustand von Inspektorin Sato mitgeteilt. Eine Kugel steckt in der Nähe ihres Herzens. Ihre Überlebenswahrscheinlichkeit wird auf nur etwa 50 % geschätzt. Zudem wird nach Rans Aufwachen das vollständige Ausmaß ihres Schocks deutlich. Sie hat alle persönlichen Informationen vergessen (Retrograde Amnesie). Das belastet die Familie Mori sehr und Kogoro wird wütend und verlangt von den Polizisten Antwort.
Kommissar Megure erzählt ihm dann von einem alten Fall, den Tod von dem Arzt Tamotsu Jinno. Dieser war, kurz nachdem er einen Operationsfehler begangen hatte, der einem Patienten das Leben kostete, zusammen mit einem Abschiedsschreiben tot aufgefunden worden. Seine Schwester, die auch auf der Hochzeit war, versichert allerdings, dass ihr Bruder sich niemals umgebracht hätte. Der zuständige Inspektor Tomonari, der aufgrund eines Hinweises den Sohn des Polizeipräsidenten verdächtigt hatte, verstarb während der Beschattung durch einen Herzinfarkt, ausgelöst durch hohe Temperatur. Sonst arbeiteten die beiden getöteten Polizisten sowie die nun angeschossene Sato an dem Fall. Nach dem Tod des Kommissars wurde der Fall Jinno als Selbstmord eingestuft. Bei der Beerdigung des Inspektors Tomonari hatte sein Sohn Makoto Tomonari einen Wutanfall und die drei Polizeibeamten für den Tod seines Vaters verantwortlich gemacht.
Sato habe den Fall Jinno vor kurzem wieder neu aufgerollt und nach dem Tod der Polizisten geht man (anhand der umklammerten Notizbücher) davon aus, dass der Täter in der Umgebung der Polizei zu suchen sei.
Am nächsten Tag treffen sich die „Detective Boys“ zusammen mit Conan, Ai Haibara und dem Professor Agasa im Krankenhaus. (Letztere beiden wissen einzig von Conans Schrumpfung.) Sie wollen Ran helfen, sich zu erinnern, was allerdings erfolglos bleibt. Der Psychiater Kyosuke Kazato sagt, dass man Ran nicht unter Druck setzen darf, im Gegenteil ihr Gehirn damit sogar schädigen würde. Entspannung würde ihr guttun. Eri Kisaki beschließt daraufhin, wieder bei den Moris einzuziehen, und lädt Ran am nächsten Tag auf eine Shoppingtour ein. Bei dieser Tour wird Ran am Bahnhof von einem Unbekannten vor einen Zug gestoßen und nur knapp von Conan gerettet. Alle sind sich nun sicher, dass Ran den Mörder gesehen haben muss.
Conan verlässt für Nachforschungen am nächsten Tag die Detektei Mori. Kogoro, Ran und Sonoko besuchen derweil das Tropical Land, um Ran zu helfen, sich zu erinnern. Conan hat man auf Bitte von Ran nichts von diesem Ausflug gesagt, weil sie Angst habe, dass sich Conan erneut für sie sein Leben riskiert. Auch Professor Agasa fährt mit den „Detective Boys“ und Ai Haibara in den Vergnügungspark. Im Tropical Land nimmt man Makoto Tomonari fest, der sich in Verkleidung und mit einem Messer bewaffnet Ran näherte. Nach diesem vermeintlichen Erfolg ziehen die Polizisten, die für Rans Sicherheit vor Ort waren, ab. Haibara ist aber noch immer in Sorge.
Conan hat inzwischen den Täter identifiziert und durch einen Anruf bei Eri Kisakis Anwaltskanzlei erfährt er, dass Ran im Tropical Land ist und begibt sich schnellstens dorthin. Im Tropical Land angekommen sucht Conan Ran von einem Aussichtsturm aus. Er findet sie und die „Detective Boys“. Außerdem entdeckt er einen Schützen, der auf Ran zielt. Er weist die Kinder über Funk an, Ran zu ihrem Schutz in eine Menschenmenge zu bringen. Dazu kommt es nicht mehr, aber der Professor kann Ran aus der Schusslinie drängen, aber erleidet selbst einen Streifschuss. Ran, die an den Vorfall mit Sato erinnert wird, flieht. Doch Conan kann sie einholen.
Der Schütze verfolgt Conan und Ran durch große Teile des Parks. Während dieser Verfolgungsjagd offenbart Conan, dass Kyosuke Kazato, Rans Psychiater und der Hausarzt von Kommissar Shiratori, der Schütze ist. Dieser hatte aus Rache den Arzt Jinno getötet, nachdem er erfahren hatte, dass dieser ihn mit Absicht in die Hand geschnitten und damit seine Karriere als Chirurg beendet hatte. Zudem verübte er die Attentaten auf Sato und die beiden anderen Polizisten, nachdem sie den Fall Jinno erneut aufrollen wollten.
Während der Verfolgungsjagd gesteht Shinichi Ran seine Liebe mit den Worten „Weil ich dich lieb habe! Ich hab dich unglaublich lieb, mein Schatz! Mehr als jeden anderen auf dieser Erde.“, dieselben Worte, mit denen Kogoro Mori Eri Kisaki seinen Antrag machte, was Eri auf der Hochzeit zuvor erzählt hatte. Diese Worte sorgen dafür, dass Ran sich langsam wieder erinnern kann.
Nach der Verfolgungsjagd endet alles wieder da, wo der Film begonnen hat – bei den Wasserfontänen im Tropical Land. Die Wasserfontänen lenken den Mörder solange ab, dass Conan ihn mithilfe seiner „Powerkickboots“, eine Erfindung von Professor Agasa, die Conans Beinmuskulatur verstärkt, überwältigen kann. Die anrückende Polizei kann ihn festnehmen. Daraufhin trifft eine weitere Nachricht ein – Sato ist wieder bei Bewusstsein. Alle Beamte sind außer sich vor Freude. Der Polizeipräsident Odagiri bedankt sich bei Conan für die Aufklärung des Falls und fragt ihn, wer er eigentlich sei. Conan antwortet mit „Need not to know“. Er sei bloß ein einfacher Grundschüler.
In der Post-Credit-Szene sind Ran und Conan wieder im Wohnzimmer der Detektei Mori. Ran bedankt sich bei Conan für die Wiederherstellung ihres Gedächtnis durch seine Worte, wobei sie davon ausgeht, dass er diese Worte nur wählte, um ihr Gedächtnis wiederherzustellen. Conan, der nichts von dem Heiratsantrag wusste und bloß ehrlich war, stimmt zu, aber ist im Nachhinein sichtlich schockiert von der Idee, dass er dieselben Worte wie Kogoro, den er immer als „Suffkopp“ bezeichnet, gewählt hatte.

## Besetzung und Synchronisation
| Figur                         | Japanischer Sprecher (Seiyū) | Deutscher Sprecher    |
| ----------------------------- | ---------------------------- | --------------------- |
| Conan Edogawa                 | Minami Takayama              | Tobias Müller         |
| Shin’ichi Kudō (Stimme)       | Kappei Yamaguchi             | Tobias Müller         |
| Ran Mōri                      | Wakana Yamazaki              | Giuliana Jakobeit     |
| Kogorō Mōri                   | Akira Kamiya                 | Jörg Hengstler        |
| Ai Haibara                    | Megumi Hayashibara           | Andrea Kathrin Loewig |
| Ayumi Yoshida                 | Yukiko Iwai                  | Julia Meynen          |
| Mitsuhiko Tsuburaya           | Ikue Ōtani                   | Fabian Hollwitz       |
| Genta Kojima                  | Wataru Takagi                | Michael Iwannek       |
| Inspektor Wataru Takagi       | Wataru Takagi                | Karlo Hackenberger    |
| Professor Hiroshi Agasa       | Ken’ichi Ogata               | Rüdiger Evers         |
| Sonoko Suzuki                 | Naoko Matsui                 | Jill Böttcher         |
| Kommissar Jūzō Megure         | Chafûrin                     | Klaus-Dieter Klebsch  |
| Kommissarin Miwako Sato       | Atsuko Yuya                  | Gundi Eberhard        |
| Inspektor Ninzaburō Shiratori | Kazuhiko Inoue               | Alexander Doering     |
| Eri Kisaki/Mori               | Gara Takashima               | Sabine Winterfeldt    |
| Tamaki Jinno                  | Rica Fukami                  | Uschi Hugo            |
| Makoto Tomonari               | Toshiyuki Morikawa           | Michael Deffert       |
| Midori Kuriyama               | Asako Dodo                   | Sabine Mazay          |
| Inspektor Tomonari            | Takao Ohyama                 | Tilo Schmitz          |
| Kazunobu Chiba                | Isshin Chiba                 | Michael Bauer         |
| Osamu Narasawa                | Yutaka Shimaka               | Tim Moeseritz         |
| Sara Shiratori                | Sayaka Oohara                | Sabine Mazay          |
| Tamotsu Jinno                 | Naoya Uchida                 | Dirk Müller           |
| Toshija Odagiri               | Hisao Egawa                  | Tommy Morgenstern     |
| Toshiro Odagiri               | Koji Nakata                  | Jan Spitzer           |
| Kyosuke Kazato                | Kazuhiko Inoue               | Bernhard Vögler       |

## Veröffentlichung
Der Film wurde am 22. April 2000 in Japan veröffentlicht.
In Deutschland wurde der Film 2008 von Kazé Deutschland veröffentlicht. Am 27. April 2018 wurde der Film dann auf Blu-ray veröffentlicht.

## Rezeption
Film Rezensionen lobt, dass der Film eine Rückkehr zum klassischen Krimi ist, während der Vorgängerfilm Detektiv Conan – Der Magier des letzten Jahrhunderts eher ein Abenteuerfilm gewesen ist. Kritisiert wird aber, dass die Lösung nicht für den normalen Zuschauer selbst herauszukriegen sei, sondern der Filmverlauf teilweise nicht nachvollziehbar sei. Optisch sei der Film aber gelungen.
sofahelden.com ist da schon anderer Meinung. Dort heißt die Einschätzung, dass der Film vorhersehbar sei, der Fokus des Filmes eher auf den Charakteren liegen würde. Qualitativ sei der Film aber zu loben, insbesondere die Animationen und die Zeichnungen, beispielsweise eines Riesenrades von Hand, werden gelobt. Hier liegt jedoch eine Rezension deutlich nach Release vor, da bereits mit dem 20. Film Detektiv Conan - Der dunkelste Albtraum verglichen wird.
Auch Moviepilot bewertet den Film gut, mit über 7 Punkten. Geek Germany lobt die Geschichte, insbesondere, dass man mehr vom Schülerdetektiv Shinichi Kudo sehe als sonst.